# Sidney Korshak
Sidney Roy Korshak (* 6. Juni 1907 in Chicago; † 20. Januar 1996 in Beverly Hills) war ein US-amerikanischer Rechtsanwalt. Korshak verfügte zeit seines Lebens über Kontakte zur organisierten Kriminalität und arbeitete für das Chicago Outfit. Sein Ruf als Mann der Chicagoer Mafia in Los Angeles machte ihn zu einem der legendärsten und einflussreichsten „Problemlöser“ Hollywoods. Er wurde als „eine der großen unbekannten Persönlichkeiten des organisierten Verbrechens des 20. Jahrhunderts“ bezeichnet. Korshak verband dabei die Unterwelt mit der „legitimen Gesellschaft“ und verfügte über beste Kontakte in Wirtschaft, Gesellschaft und Politik.

## Leben
Korshak wurde im frühen 20. Jahrhundert in eine jüdische Familie ukrainischer Abstammung in Chicago geboren. Seine Eltern waren Harry Korshak (1876–1931) und Rebecca Beatrice Lashkovitz (1883–1963), die am 15. Juli 1902 in Chicago heirateten. Sidneys Vater Harry war ein wohlhabender Bauunternehmer in Chicago. Sidneys jüngerer Bruder, Morris Jerome „Marshall“ Korshak (1910–1996), war langjähriger Politiker in Chicago, Stadtkämmerer und saß im Senat des Bundesstaates Illinois. Sein älteres Bruder Theodore wurde dagegen ein Krimineller und verübte in Chicago zahlreiche Straftaten. Sidney besuchte die University of Wisconsin–Madison und erwarb seinen Abschluss in Rechtswissenschaften am DePaul University College of Law.
Durch seine Anwaltstätigkeit kam Korshak mit vielen Gangstern in Kontakt, darunter Al Capone (den er vertrat), Frank Nitti, Sam Giancana, Tony Accardo und Moe Dalitz. Seine Dienste wurden von den höchsten Kreisen der legalen und illegalen Wirtschaft in den Vereinigten Staaten in Anspruch genommen. Als Mann des Chicago Outfit vertrat er die organisierte Kriminalität in Hollywood, die erfolgreich die Film- und Musikindustrie infiltrierte. Korshak galt als der am besten vernetzte Mann in Hollywood und kannte die großen Studiobosse. So war Korshak der engste Freund von MCA-Chef Lew Wasserman. Zu seinen Kunden zählten Hilton Hotels, Hyatt Hotels, MGM, Playboy, MCA/Universal und Diners Club International. Korshak war auch für die Kontrolle der Gewerkschaften in Hollywood zuständig und arbeitete eng mit dem korrupten Gewerkschaftsführer Jimmy Hoffa zusammen. Er soll auch in den Anlagebetrug von Bernard Cornfeld verwickelt gewesen sein.
Zu seinen weiten Kontakten und Freunden gehörte Paramount-Pictures-Chef Robert Evans (bis zu einer Kokainaffäre in den 1980er Jahren), Charlie Bluhdorn, Sidney Sheinberg, Kirk Kerkorian, Warren Beatty und Hugh Hefner. Korshak hatte auch großen Einfluss in der Glücksspielstadt Las Vegas. Laut Robert Evens hatte Korshak genug Einfluss, um die Stadt „mit einem Anruf lahmzulegen“. Darüber hinaus verfügte er über gute Kontakte in die Politik, und dies nicht nur aufgrund des Status seines Bruders als Senator in Illinois. So kannte Korshak persönlich den Kalifornien-Gouverneur und späteren US-Präsidenten Ronald Reagan (der sehr eng mit MCA-Chef Wasserman verbunden war) sowie noch drei weitere kalifornische Gouverneure (Pat Brown, Jerry Brown und Gray Davis).
In Hollywood verfügte Korshak über soviel Einfluss, dass er Einfluss auf die Besetzung von Filmen nahm. So schlug Korshak der Eon Productions die Schauspielerin Jill St. John für die Rolle als Bond-Girl im James Bond-Film Diamantenfieber vor. Korshak hatte gleichzeitig Affären mit St. John und der Schauspielerin Stella Stevens. Als die New Yorker Mafia den Dreh des Films Der Pate (1972) verhindern wollte, vermittelte Korshak erfolgreich, sodass der Film gedreht werden konnte. Die von Robert Duvall gespielte Rolle des Consigliere in dem Film soll auf niemand anderem als Sidney Korshak basieren. In der hohen Gesellschaft Hollywoods nicht zu Korshaks opulenten Weihnachtsfeiern eingeladen zu werden, galt als eine soziale Katastrophe. Obwohl er in der Öffentlichkeit nur wenig bekannt war, galt Korshak als einer der wichtigsten Persönlichkeiten der Filmindustrie.
Trotz seiner engen Kontakte zur organisierten Kriminalität wurde Korshak nie rechtlich belangt. Er war mit Bernice „Bee“ Stewart (1919–2017) verheiratet. Beide heirateten im August 1943 und hatten zwei leibliche und ein adoptiertes Kind. Korshak lebte in einer luxuriösen Villa in Bel Air. Als er im Alter von 88 Jahren starb, widmete ihm die New York Times einen Nachruf, in dem er als Hollywoods Fixer bezeichnet wurde. Beigesetzt wurde Koshak auf dem Hillside Memorial Park Cemetery in Culver City.